# إدوارد إل. بيتش الأب
إدوارد إل. بيتش الأب (بالإنجليزية: Edward L. Beach Sr.) (30 يونيو 1867، توليدو في الولايات المتحدة - 20 ديسمبر 1943، أوكلاند في الولايات المتحدة)؛ كاتب وروائي أمريكي.